# 板橋区立板橋第八小学校
板橋区立板橋第八小学校（いたばしくりつ いたばしだいはちしょうがっこう）は東京都板橋区にある公立小学校。2020年（令和2年）度現在、児童数289人の中規模小学校（1クラス×2学年、2クラス×4学年の計10学級）。2020年に創立80周年を迎える。通称「板八小（いたはちしょう）」。

## 特徴
- 区立小学校では数少ない日本語学級（通級）と特別支援教室を併設している。
- 地域と共に開催する運動会「わか町　板八小の運動会」は、東京都の中でも大変珍しく、特色のある取り組みとして東京都の「心の教育革命」でも認められている。

## 教育目標
進んで学ぶ子、 心のゆたかな子、 からだのじょうぶな子、 ねばり強くやりぬく子

## 進路
卒業生のほとんどは板橋区立板橋第三中学校、板橋区立上板橋第一中学校、板橋区立志村第一中学校のいずれかに進学するが、受験をして私立・公立の中学校に進学する者も少数ながら存在する。

## 歴史
- 1939年（昭和14年）1月12日 - 創立認可。
- 1940年（昭和15年）12月26日 - 東京府東京市板橋第八尋常高等小学校を設置。
- 1941年（昭和16年）
  - 2月1日 - 開校式（児童数929名）。
  - 4月1日 - 東京府東京市板橋第八国民学校に校名変更。
- 1943年（昭和18年）7月1日 - 東京都板橋第八国民学校に校名変更。
- 1944年（昭和19年）8月12日 - 群馬県水上温泉に学童疎開（1945年9月13日帰校）。
- 1947年（昭和22年）4月1日 - 東京都板橋区立板橋第八小学校に校名変更。
- 1949年（昭和24年）10月17日 - 分校（板橋区立板橋第九小学校へ600名分離）。
- 1952年（昭和27年）9月2日 - 分校（板橋区立中根橋小学校へ447名分離）。
- 1954年（昭和29年） - 分校（板橋区立富士見台小学校へ147名分離）。
- 1974年（昭和49年）3月11日 - 東京都知事より愛鳥モデル校の指定を受ける。
- 1990年（平成2年）
  - 2月16日 - 板橋区健康優良校として表彰される。
  - 10月2日 - カナダ教育視察団が来校。
  - 11月30日 - 東京都学校保健会より心と体の健康づくり推進校として表彰される。
  - 12月11日 - 板橋区教育委員会体力づくり推進校として実践発表を行う。
- 1996年（平成8年）11月22日 - 板橋区教育委員会研究奨励校として国語科の研究発表を行う。
- 2001年（平成13年）4月1日 - 給食民間委託開始。
- 2002年（平成14年）
  - 10月23日 - ホームページ開設。
  - 11月22日 - 第41回かんぽ作文コンクール学校賞、郵政事業庁長官賞受賞。
- 2003年（平成15年）11月25日 - 裏千家学校茶道教育助成事業当該校となる。
- 2005年（平成17年）11月1日 - 町会・青健共催「わが町板八小の運動会」挙行。
- 2006年（平成18年）2月1日 - 文部科学省「児童生徒の心に響く道徳教育推進事業」推進校。板橋区教育委員会研究奨励校「道徳」の研究発表を行う。
- 2007年（平成19年）11月12日 - 秋の交通安全運動感謝状受賞。
- 2009年（平成21年）
  - 4月1日 - 日本語学級が板橋区立志村第四小学校から本校に移転。
  - 6月1日 - 春の交通安全運動感謝状受賞。
- 2010年（平成22年）
  - 3月4日 - 東京都学校歯科保健優良校として表彰。
  - 4月1日 - 放課後対策授業「あいキッズ」開設。
- 2011年（平成23年）2月10日 - 東京都学校歯科保健優良校として表彰。
- 2016年（平成28年）4月6日 - 42名の新一年生を迎え、16年ぶりの2学級となる。
- 2017年（平成29年）8月 - 校庭スプリンクラー設置。
- 2018年（平成30年）4月 - 特別支援教室（STEP UP教室）拠点校設置。

## 交通
- 都営地下鉄三田線 板橋本町駅下車　徒歩8分。
- 東武東上線 中板橋駅下車　徒歩10分。
- 王78系統（都営バス）および赤31系統（国際興業バス・関東バス） 富士見町都営住宅バス停 前。

## 著名な卒業生
- 里見治紀（セガサミーホールディングス社長）